# Station Tuszów Narodowy
Station Tuszów Narodowy is een spoorwegstation in de Poolse plaats Tuszów Narodowy.